# Grete Mogensen
Pour les articles homonymes, voir Mogensen.
Grete Mogensen, née le 15 mai 1963 à Skive au Danemark, est une joueuse de badminton danoise.

## Carrière
Elle remporte aux Championnats d'Europe de badminton 1990 la médaille d'or en double mixte. Médaillée de bronze en double mixte aux Championnats du monde de badminton 1991, elle est médaillée d'argent en double mixte aux Championnats d'Europe de badminton 1992 et aux Championnats du monde de badminton 1993. 
Elle participe au tournoi de double dames des Jeux olympiques d'été de 1992, et est éliminée dès le premier tour.